# Nambouria xanthops
Nambouria xanthops är en stekelart som beskrevs av Berry och Toni M. Withers 2002. Nambouria xanthops ingår i släktet Nambouria och familjen puppglanssteklar. Inga underarter finns listade i Catalogue of Life.